# Холлокё
Холлокё (венг. Hollókő) — село в Северной Венгрии, в медье Ноград. Село приобрело известность как этнографический музей под открытым небом. Население — 465 человек. В 1987 году включено список мирового культурного наследия ЮНЕСКО. Название села переводится как «Воронов камень».
Холлокё расположено в 90 километрах к северу от Будапешта и в 80 километрах к северо-западу от Эгера. Село лежит в долине посреди невысоких гор Черхат. Всё Холлокё представляет собой этнографический музей, однако в отличие от других подобных музеев в Холлокё не прекращается обычная повседневная жизнь. Жители села тщательно сохраняют образ жизни и народные традиции прошлых веков. Большая часть зданий деревни — глинобитные дома с резными деревянными верандами. В селе сохраняются народные промыслы — традиционная вышивка, гончарное дело, резьба по дереву.
- Село Холлокё
- Вид на замок Холлокё с близлежащего холма

## Достопримечательности
- Деревянная церковь — построена в XVI веке, перестроена в 1889 году.
- Музей деревни — этнографический музей. Экспозиция посвящена образу жизни местных жителей XVIII—XIX веков.
- Почтовый музей.
- Музей кукол.
- Крепость Сархедь — находится на холме над деревней.

## Население
| Год  | Численность | Численность |
| ---- | ----------- | ----------- |
| 2013 | 329         | [ 4 ]       |
| 2014 | 333         | [ 5 ]       |
| 2015 | 329         | [ 6 ]       |
| 2021 | 347         | [ 7 ]       |
| 2022 | 304         | [ 8 ]       |
| 2023 | 311         | [ 9 ]       |
| 2024 | 294         | [ 3 ]       |